# Park Eun-bin
Dans ce nom coréen, le nom de famille, Park, précède le nom personnel.
Park Eun-bin est une actrice et mannequin sud-coréenne, née le 4 septembre 1992 à Séoul.

## Biographie

### Jeunesse et formation
Park Eun-bin naît le 4 septembre 1992 dans l'arrondissement de Songpa, à Séoul. Jeune, elle y étudie à l'Université Sogang en psychologie et communication des médias.

### Carrière
Dès l'âge de cinq ans, Park Eun-bin commence le mannequinat et la comédie. Elle intègre l'agence KeyEast en 2010, puis rejoint la Namoo Actors en 2015[réf. nécessaire].
De 2016 à 2017, elle incarne l'un des rôles principaux de la série Hello, My Twenties, diffusée sur Netflix.

## Filmographie

### Cinéma
- 2002 : Memories de[Qui ?]
- 2002 : The Romantic President de[Qui ?]
- 2004 : How to Keep My Love de[Qui ?]
- 2010 : Death Bell 2 : Na-rae de[Qui ?]
- 2013 : Secretly, Greatly : Yoon Yoo-ran de[Qui ?]
- 2023 : Road to Boston (보스턴 1947) de Kang Je-gyu

### Télévision
- 2004 : Stained Glass : Shin Ji-soo, jeune
- 2005 : Encounter : Choi Eom-ji, jeune
- 2005 : Resurrection : Seo Eun-ha, jeune
- 2005 : Hong Kong Express : Hwan-hee
- 2005 : Dreams of an Exciting New School Term : Mi-rae
- 2006 : Seoul 1945 : Moon Suk-kyung
- 2007 : My Beloved Sister : Min Ji-na
- 2007 : Catching Up with Gangnam Moms : Lee Ji-yeon
- 2007 : The Legend : Seo Ki-ha, jeune
- 2007 : Lobbyist : Yoo Moon-young, jeune / Eva
- 2009 : The Iron Empress : Hwangbo Seol, jeune
- 2009 : Queen Seondeok : Bo-ryang
- 2011 : Dream High : Hye-sung, à 16 ans (épisode 16)
- 2011 : Gyebaek : Eun-ko, jeune
- 2012 : Operation Proposal : Ham Yi-seul
- 2013 : Hur Jun, The Original Story : Lee Da-hee
- 2014 : Secret Door : Lady Hyegyeong
- 2016 : Choco Bank : Ha Cho-co
- 2016 : Entertainer : Soo-hyun
- 2016-2017 : Hello, My Twenties : Song Ji-won
- 2016 : Father, I'll Take Care of You : Oh Dong-hee
- 2017-2018 : Judge vs. Judge : Lee Jung-joo
- 2018 : The Ghost Detective : Jung Yeo-wool
- 2019-2020 : Hot Stove League : Lee Se-young
- 2020 : Do You Like Brahms? : Chae Song-ah
- 2021 : The King's Affection
- 2022 : Extraordinary Attorney Woo : Woo Young-woo
- 2023 : La Diva naufragée : Seo Mok-Ha

## Discographie
- 2012 : A Little Love Story, chanson de la série Operation Proposal.